# Robert von Greim
Robert Ritter von Greim (Bayreuth, 22 de junho de 1892 — Salzburgo, 24 de maio de 1945) foi um marechal-do-ar alemão e ás da aviação da Primeira Guerra Mundial. Em abril de 1945, nos últimos dias da Segunda Guerra Mundial, Adolf Hitler nomeou Greim comandante em chefe da Luftwaffe (Força Aérea Alemã) após Hermann Göring ter sido demitido por traição. Ele foi a última pessoa promovida a marechal de campo nas forças armadas alemãs. Após a rendição da Alemanha Nazista em maio de 1945, Greim foi capturado pelos Aliados. Ele cometeu suicídio em uma prisão controlada pelos americanos em 24 de maio de 1945.

## Primeiros anos
Nascido em Bayreuth, filho de um comandante da polícia bávara, Greim foi um cadete do exército antes da Primeira Guerra Mundial e serviu inicialmente na artilharia antes de se transferir para o Serviço Aéreo Alemão (Fliegertruppe), em 1915.
Após primeiros dois voos Greim se juntou ao 34º esquadrão de combate Jasta (Jagdstaffel) até 1918 após o esquadrão ter incorporado o que sobrou da Jagdgeschwader (JG), unidade que tinha sido comandada por Manfred von Richthofen até sua morte em 21 de abril. Mesmo que os aviões do 34º esquadrão fossem inferiores, elas tinham qualidade muito superior aos velhos Albatros Pfalz que tinham sido usados em combates anteriores.
Em junho de 1918, von Greim teve um encontro com um Bristol Fighter, tendo o seu avião sido muito danificado. Mesmo assim ele conseguiu pousar com sucesso.
Até ao final da guerra, ele conseguiu 28 vitórias, tendo-lhe sido atribuído o Pour le Mérite, a Baviera e a Militär-Max Joseph-Orden. Este último permitiu a obtenção do título cavaleiro (Ritter), tendo-o adicionado ao seu nome com Von. Assim, de Robert Greim passou Robert Ritter von Green, nome pelo qual ficou conhecido.

## Entre as guerras
Após a guerra, Ritter von Greim se esforçava para encontrar um lugar no Reichswehr. Como consequência, ele decidiu se concentrar e alcançar uma carreira em Direito, e ainda conseguiu passar pelas rigorosas leis de exames da Alemanha. No entanto, a atração por aeronaves era muito forte, e ele foi convidado por Chiang Kai Shek - chefe do governo chinês, para ir até Cantão e ajudar a construir uma força aérea chinesa. Ritter von Greim foi com sua família para a China, onde fundou uma escola de aviação e estabeleceu algumas das mais respeitadas regras para o desenvolvimento de uma força aérea. Na opinião de Ritter von Greim, a avaliação de seus alunos chineses não era boa devido a crença dos europeus de que os asiáticos eram incapazes de operar máquinas complexas. Mesmo antes de os nazistas chegaram ao poder, von Greim percebeu que seu lugar não era numa comunidade de expatriados na China, mas, na Alemanha, e retornou à sua pátria.
Em 1933, Ritter von Greim foi chamado por Hermann Göring para ajudar a reconstruir a Força Aérea Alemã e em 1934 foi nomeado para o comando da primeira escola de pilotos de combate, e estabeleceu voos secretos perto da cidade de Lipetsk na União Soviética durante o encerramento dias da República de Weimar. (Alemanha tinha sido proibida de ter uma força aérea de acordo com os termos do Tratado de Versalhes de 1919, de forma que ele tinha que treinar pilotos em segredo.)
Em 1938, ele assumiu o comando do departamento de investigação da Luftwaffe. Mais tarde, Ritter von Greim foi premiado com o comando da Jagdgeschwader 132 Richthofen (mais tarde JG 2), com base em Doeberitz, um grupo de artilharia chamado depois de Manfred von Richthofen.

## Segunda Guerra Mundial
Quando a guerra começou, Ritter von Greim estava no comando de um Luftflotte e estava envolvido na invasão da Polônia, a batalha para a Noruega, a Batalha da Grã-Bretanha e Operação Barbarossa. Hitler condecorou Ritter von Greim a Cruz de Ferro da Cavalaria com Folha de Carvalho e Espada (Das Ritterkreuz mit Eichenlaub und Schwertern dos Eisernen Kreuzes), o que fez dele um dos mais condecorados oficiais militares.
No fim do ano 1942, seu único filho, Hubert Greim, piloto de uma Bf - 109 - com 11./JG 2 "Richthofen" foi considerado como desaparecido na Tunísia. Ele foi abatido por um Supermarine Spitfire RAF voado por um piloto, mas saltou antes de o avião cair e foi capturado pelos americanos passando o resto da guerra num campo prisional nos Estados Unidos.
A melhor tática utilizada por Ritter von Greim foi durante a Batalha de Kursk bombardeando Orel Bulge com seus aviões Luftflotte. Por esta batalha ele foi premiado com a Cruz de Cavalaria e Espada.

## O final da guerra
Em 26 de abril de 1945, quando as forças soviéticas tinham chegado a Berlim, Ritter von Greim voou para lá a partir de Munique, com a notável piloto (e também a sua companheira íntima) Hanna Reitsch. Convocados por um rádio a pedido de Hitler, o seu Fieseler Storch foi afetado por artilharia antiaérea sobre Grunewald e Ritter von Greim foi ferido na perna. Reitsch assumiu o avião e desembarcou em um improvisado aeroporto em Tiergarten perto do Portal de Brandenburgo.
Hitler promoveu Ritter von Greim a Marechal-do-ar, fazendo dele o último oficial alemão a atingir esse nível, e, em seguida, nomeou Ritter von Greim chefe da Força Aérea Alemã (Luftwaffe), para substituir Hermann Göring. Hitler tinha recentemente demitido Göring à revelia por traição. Ritter von Greim, assim, se tornou o segundo homem a comandar a Força Aérea Alemã. No entanto, com o fim da guerra na Europa se aproximando, seu mandato como Oberbefehlshaber da Luftwaffe iria durar apenas alguns dias.

## Morte
Em 8 de maio, o mesmo dia da rendição do Terceiro Reich, Ritter von Greim foi capturado por soldados americanos na Áustria. Ritter von Greim faria parte de um programa de intercâmbio soviético-americano de prisioneiro e, temendo a tortura e execução nas mãos dos soviéticos, cometeu suicídio em Salzburgo, Áustria, em 24 de maio. Suas últimas palavras antes de tomar cianeto de potássio foram: "Eu sou o chefe da Luftwaffe, mas não tenho a Luftwaffe".
Após sua morte, suas condecorações, que havia colocado juntamente com o seu uniforme para seu rito quase suicida, não foram localizadas. Acredita-se que companheiros alemães tenham se apropriado das mesmas.

## Sumário da carreira

### Condecorações
- Cruz de Honra da Guerra Mundial[2]
- Cruz de Ferro (1914)
  - 2ª classe (26 de novembro de 1914)[3]
  - 1ª Classe (10 de outubro de 1915)[3]
- Ordem de Mérito Militar (Bavaria)
  - 4ª classe com Espadas (abril de 1915)
  - 4ª classe com Espadas e Coroa (18 de maio de 1917)
- Ordem Militar de Maximiliano José (23 de outubro de 1918)[3]
- Crachá Dourado do Partido Nazi
- Pour le Mérite (14 de outubro de 1918)[3]
- Ordem da Casa de Hohenzollern (29 de abril de 1918)
- Medalha Militar de Longo Serviço (Wehrmacht)
  - 4ª classe, 4 anos
  - 3ª classe, 12 anos
- Distintivo de Piloto/Observador (17 de abril de 1945)
- Cruz de Cavaleiro da Cruz de Ferro (24 de junho de 1940) como Generalleutnant e comandante do V. Fliegerkorps[4][5]
  - 216ª Folhas de Carvalho (2 de abril de 1943) como Generaloberst e comandante do Luftflottenkommando Ost (Luftflotte 6)[4][6]
  - 92ª Espadas (27 de agosto de 1943) como Generaloberst e comandante do Luftflotte 6[4][Nota 1]
- Mencionado no Wehrmachtbericht (20 de junho de 1940, 22 de novembro de 1941, 19 de janeiro de 1942, 3 de setembro de 1943, 9 de setembro de 1944, 31 de outubro de 1944)

### Promoções
- 7 de janeiro de 1912 – Fähnrich (Cadete)
- 25 de outubro de 1913 – Leutnant (Segundo-Tenente)
- 17 de janeiro de 1917 – Oberleutnant (Primeiro-Tenente)
- 15 de fevereiro de 1921 – Hauptmann (Capitão)
- 1 de janeiro de 1934 – Major
- 1 de setembro de 1935 – Oberstleutnant (Tenente-Coronel)
- 20 de abril de 1936 – Oberst (Coronel)
- 1 de fevereiro de 1938 – Generalmajor (Major-General)
- 1 de janeiro de 1940 – Generalleutnant (Tenente-General)
- 19 de julho de 1940 – General der Flieger (General da Aviação)
- 16 de fevereiro de 1943 – Generaloberst (Coronel-General)
- 26 de abril de 1945 – Generalfeldmarschall (General-Marechal de Campo)